# Grigori Wladimirowitsch Orlow

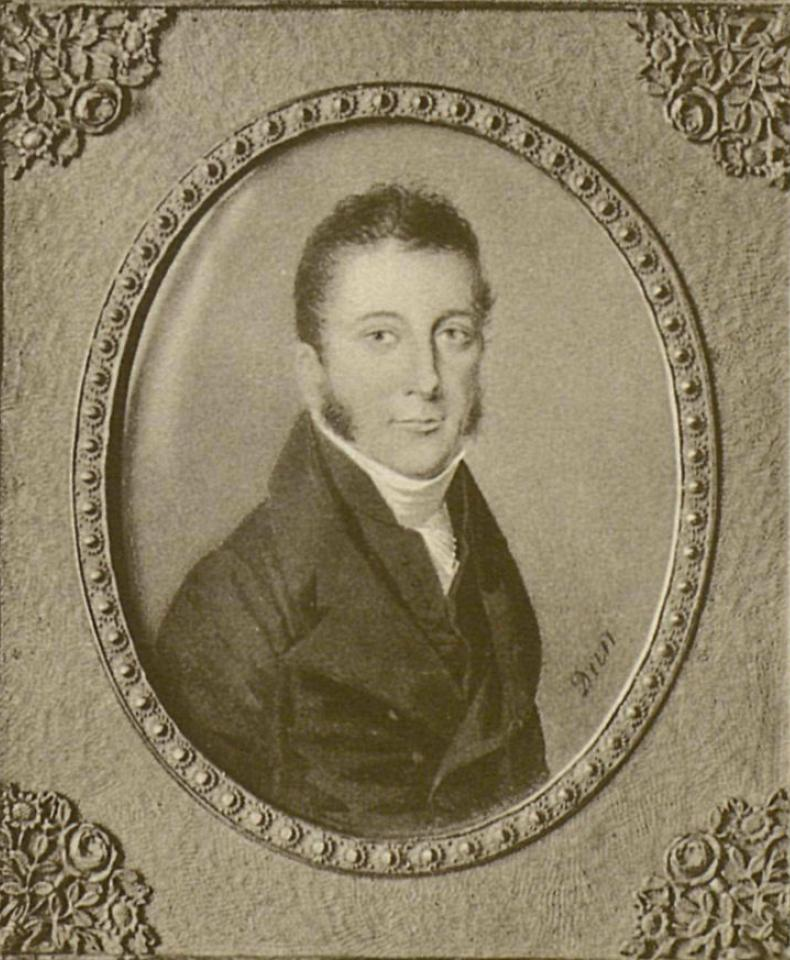
Grigori Orlow

Grigori Wladimirowitsch Orlow (russisch Григорий Владимирович Орлов; * 1. Julijul. / 12. Juli 1777greg. bei Moskau; † 4. Juli 1826 in Sankt Petersburg) war ein russischer Staatsmann und Gelehrter.

## Leben
Grigoij Wladimirowitsch Orlow war Angehöriger der Grafen von Orlow. Er war der Neffe von Grigori Grigorjewitsch Orlow und Alexej Orlow, Sohn ihres jüngsten Bruders, Wladimir Grigorjewitsch Orlow († 1831).
Er war seit 1812 Senator, beschäftigte sich mit Geschichte, Staatskunde und Literatur und war Ehrenmitglied der Akademie zu Sankt Petersburg und Mitglied der Akademie in Neapel. Seiner Gesundheit wegen lebte er größtenteils im Ausland, namentlich in Paris.
Er vermählte sich 1800 mit Gräfin Anna Iwanowna Saltykowa (1777–1824), Tochter des Generalfeldmarschalls Iwan Petrowitsch Saltykow (1730–1805). Die Ehe blieb ohne Kinder.
Seine Mémoires historiques, politiques et littéraires de Naples (mit Anmerkungen von Duval, 2. Aufl., Paris 1825, 5 Bde.) erschienen auch deutsch (Leipzig 1824). Außerdem schrieb er: Histoire des arts en Italle (Paris 1822, 4 Bde.) und Voyage dans une partie de la France (Paris 1824, 3 Bde.). Mit ihm erlosch die legitime männliche Linie Orlow.